# Pardini SP
Die Pardini SP (Sport Pistol) ist eine im sportlichen Schießen weit verbreitete und sehr erfolgreich eingesetzte Sportpistole. Sie wird von der Firma Pardini in Italien gefertigt.

## Eigenschaften
Die Laufachse der Waffe liegt sehr tief, was bedeutet, dass die Waffe weniger hochschlägt und damit kontrollierbarer ist. Verstärkt wird dieser Effekt durch die nahe am Lauf liegenden Gewichte. Die Pardini verfügt auch über eine sehr breite Kimme, was dem Schützen in kurzen Zeitserien eine schnelle Aufnahme des Visiers ermöglicht.

## Modelle
Sie zeichnet sich dadurch aus, dass sie sehr leicht an die Bedürfnisse des einzelnen Schützen angepasst werden kann. Daher wird sie in 2 Grundausstattungen geliefert:
| Modell                | Abzug      | weitere Ausstattung |
| --------------------- | ---------- | --- |
| SP Edition            | Mechanisch | Standardausstattung |
| SP Edition Rapid Fire | Mechanisch | leichterer Verschluss, Lauf und Griff für Olympische Schnellfeuerpistole überarbeitet, sechs schwere Wolfram-Gewichte eingebaut |

Die Standardausstattung besteht aus einem Waffenkoffer, einem Reinigungsset und zwei Magazinen. Dabei sind im Laufmantel der Waffe bereits sechs Gewichte aus Eisen eingebaut, sie können nach Belieben durch die doppelt so schweren Wolfram-Gewichte ersetzt werden. Dem Schützen stehen insgesamt sieben Griffe zur Auswahl, drei verstellbare und vier nicht verstellbare.
Die Produktion der Modelle mit alternativem elektronischen Abzug wurde 2016 eingestellt.

## Erfolge
Die Pardini SP wird von vielen Mitgliedern der deutschen Nationalmannschaft eingesetzt, wie z. B. Ralf Schumann, der bei den Olympischen Spielen 2008 in Peking Silber holen konnte. Sein Mannschaftskollege Christian Reitz der bei den gleichen Spielen den dritten Platz belegen konnte, setzt ebenfalls das gleiche Modell ein und wurde 2016 in Rio de Janeiro Erster.

## Pardini HP Edition & Wechselsysteme
Von der Waffe existiert auch eine Version für das sportliche Schießen im Kaliber 32 S&W namens Pardini HP. Für dieses Modell gibt es zwei Wechselsysteme auf 22 l.r., mit und ohne RapidFire. Für die Modelle SP und SP RapidFire gibt es jeweils Wechselsysteme auf das Kaliber 32 S&W. In den USA wird zudem eine HP-Version im Kaliber 32 ACP angeboten.